# Каменка (нижний приток Исети)
Ка́менка — река в России, протекает в Свердловской области. Устье реки находится на 445 км левого берега Исети, в черте города Каменска-Уральского. Длина реки составляет 57 км, площадь водосборного бассейна 715 км².

## География и гидрология
Исток Каменки находится в болотах в 4,5 километрах к юго-востоку от станции Баженово Транссибирской железнодорожной магистрали. После революции 1917 года эти болота стали подвергаться осушению, для чего через них были прорыты осушительные канавы. Вот в таких канавах сейчас и находится исток Каменки. Общее направление течения реки — юго-восток.
Питание реки Каменки — в основном снеговое, с ярко выраженным весенним паводком, когда уровень воды может подниматься до 1-1,5 метра. В верхнем течении берега реки низменные и заболоченные. В среднем и нижнем течении (от села Клевакинское) долина реки углубляется, берега становятся обрывистыми, появляются скалы.
Русло Каменки довольно извилистое. Глубина реки в межень — 0,6-0,7 метра, но встречаются и довольно глубокие места с глубинами до 1,5-1,8 метра. На реке достаточно много перекатов, встречаются также небольшие пороги.
Крупным притоком Каменки является река Белая длиною 19 км, впадающая справа на расстоянии 37 км от устья.
Притоки Каменки (км от устья):
- 11 км: Позаришка (левый)
- 17 км: Чёрная (левый)
- 31 км: без названия (правый)
- 32 км: Черемшанка (левый)
- 37 км: Белая (правый)
- 40 км: без названия (левый)
- 42 км: без названия (левый)

## Данные водного реестра
По данным государственного водного реестра России, Каменка относится к Иртышскому бассейновому округу, водохозяйственный участок реки — Исеть от города Екатеринбурга до впадения реки Течи, речной подбассейн Тобола, речной бассейн Иртыша.
Код объекта в государственном водном реестре — 14010500612111200002904.

## Достопримечательности
На берегах Каменки находятся следующие памятники природы:
- скала Чёртов палец
- гора Богатырёк
- скала Три брата
- скала Динозавр

Все памятники находятся в черте города Каменска-Уральского.
Пруд, образованный плотиной на реке Каменке в черте города Каменска-Уральского, был источником энергии для Каменского казённого завода. Плотина и подпорная стенка плотины из бутового камня являются памятниками архитектуры областного значения.
Участок левого берега реки ниже плотины представляет собой выходы пород разных исторических эпох и носит название Тропа Карпинского.

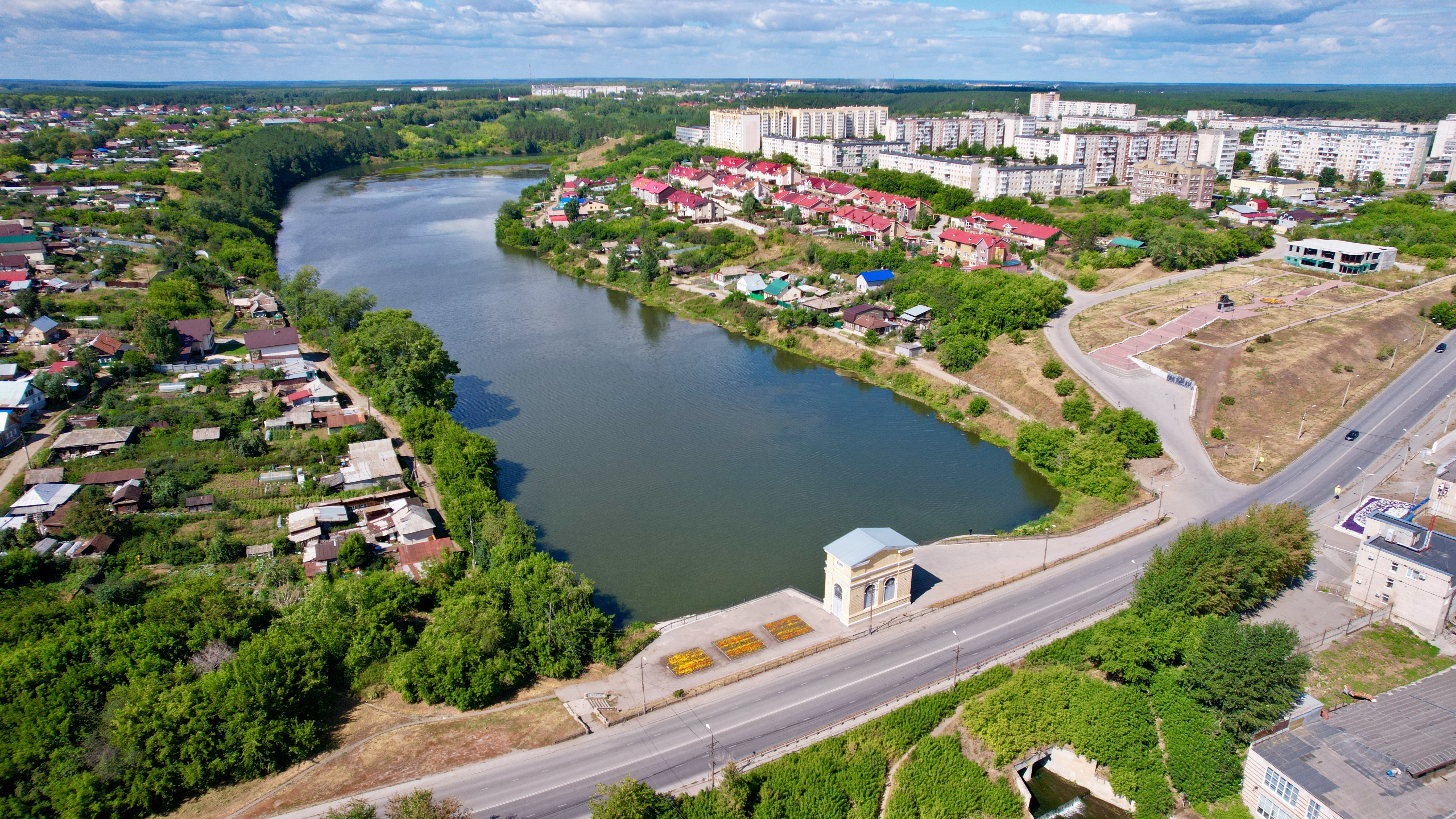
Каменский пруд и плотина
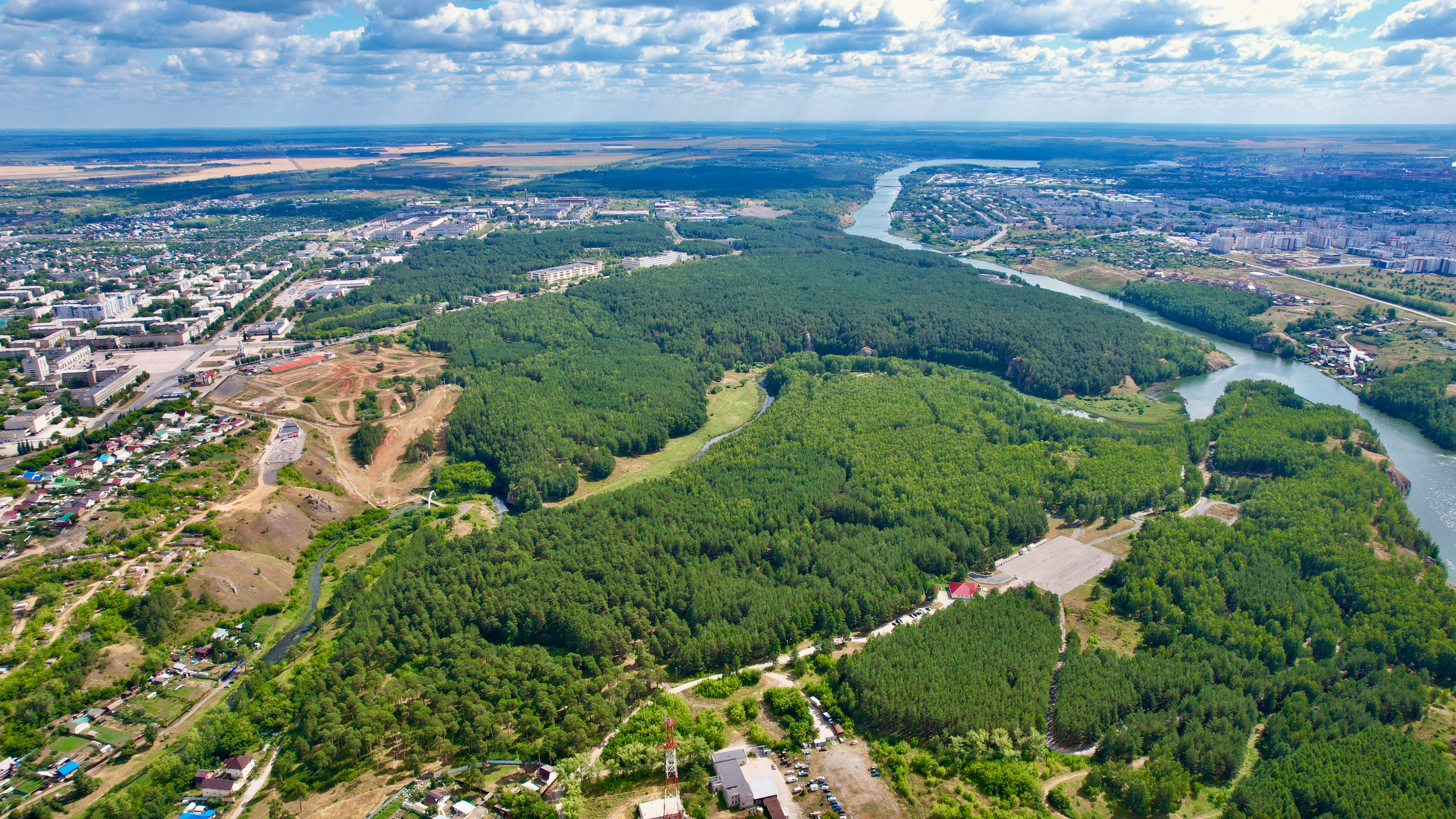
Около Разгуляевского парка в Каменске-Уральском
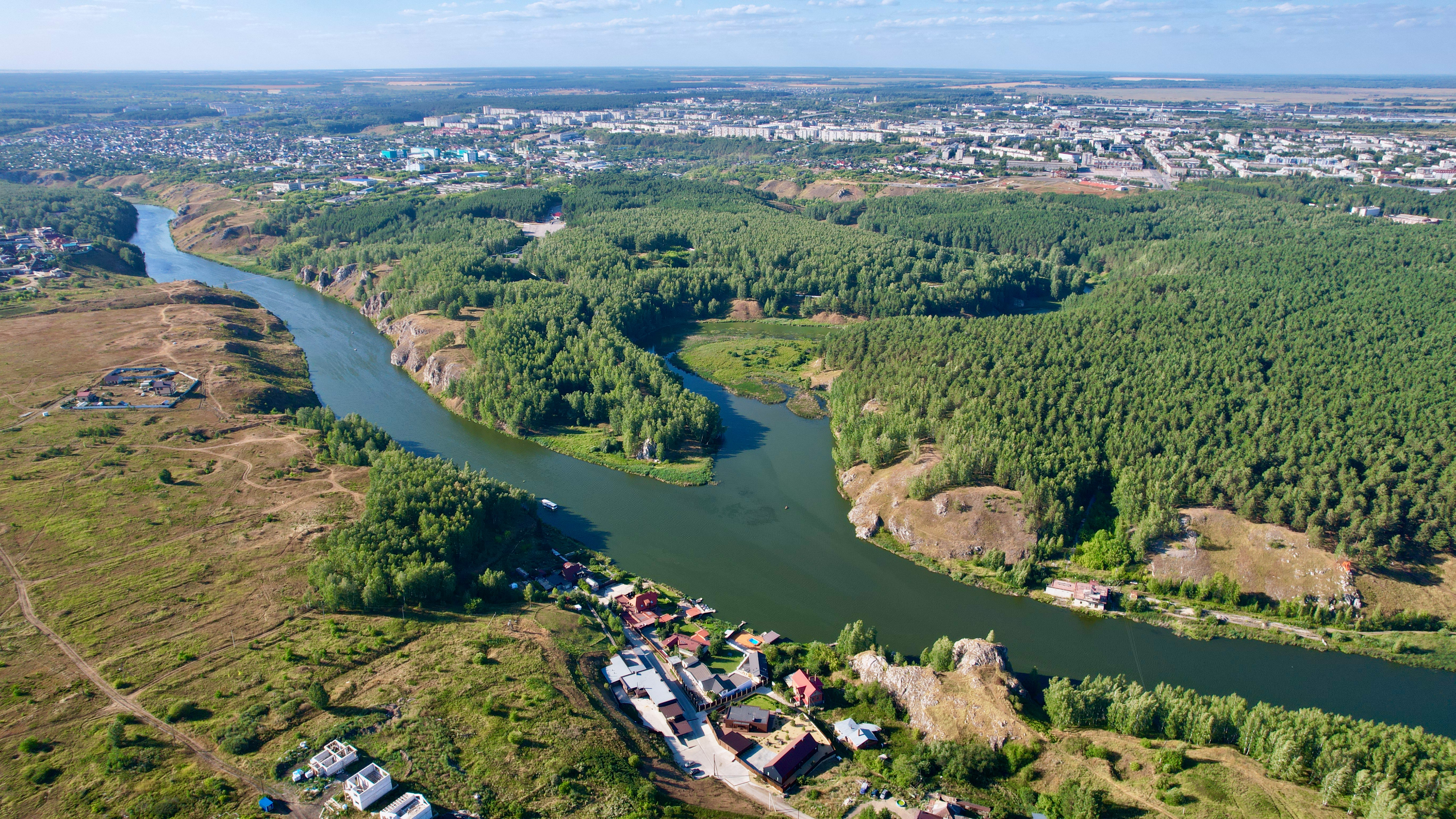
Устье при впадении в Исеть
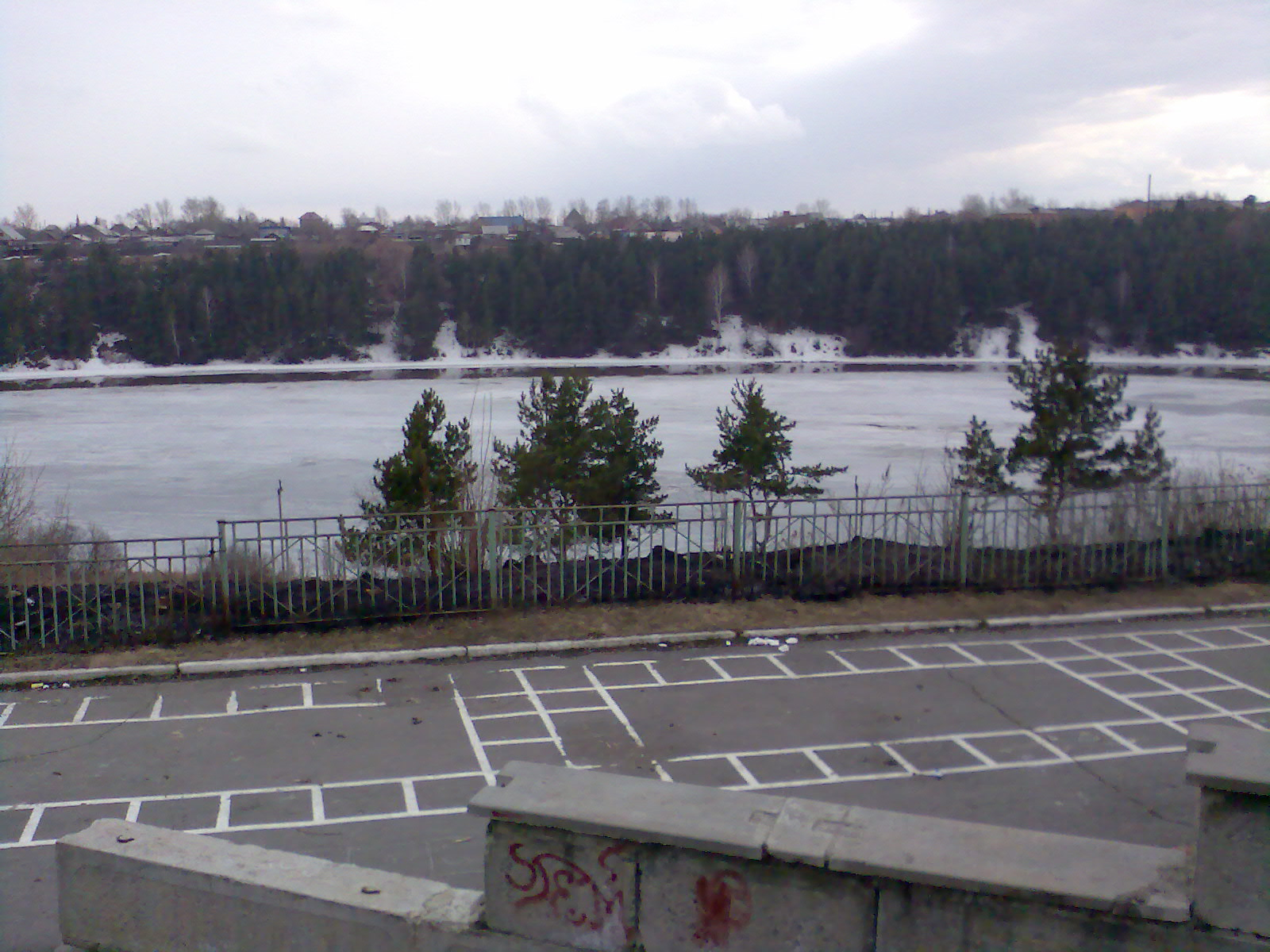
Река зимой